# Parnete
(Gabriele D'Annunzio, Il fanciullo - Alcyone, vv. 208-209)
Il Parnete (in greco Πάρνηθα, Pàrnitha; in katharevousa e greco antico: Πάρνης, Pàrnes) è la più alta catena montuosa della penisola dell'Attica, a nord di Atene, in Grecia.
La cima più alta è la Karavòla (Καραβόλα), chiamata anche Ozià o Ozà (Οζιά, Οζά) dagli abitanti della zona, con un'altitudine di 1413 m s.l.m., a circa 18 km a nord di Acharnes e circa 30 km dal centro di Atene. Altre vette della catena, che si estende per circa 250 km², sono: Mavrovouni (Μαυροβούνι), Ornio (1350 m), Area (1160 m), Avgo o Avgho (1150 m), e Xerovouni (Ξεροβούνι, che significa "montagna asciutta", 1120 m).
Gran parte della montagna, densamente boscosa, è designata come parco nazionale e costituisce un habitat naturale protetto della Rete Natura 2000 per gli uccelli selvatici, istituito nel 1961.

## Storia
L'etimologia del nome Parnitha è associata alla radice parna, considerata pre-ellenica, da cui derivano anche i nomi di altre due montagne greche: Parnaso e Parnone. In tutte le lingue orientali, la radice di parna significa "casa", ma secondo il linguista Oswald Semeren, il primo significato della parola era "costruzione di pietra", perché il significato originale della radice era "pietra", da cui il significato di "pietra, montagna" in molte lingue indoeuropee (ad esempio la parvata nelle lingue indoiraniche).
Durante l'antichità il Parnete costituì una parte del confine tra l'Attica e la Beozia: per questo furono costruite diverse fortificazioni, tra cui quelle delle città di File, Eleutere, Decelea e Panatto.
Coperto di foreste, il Parnete fu una riserva di caccia per cinghiali e orsi, mentre le colline sottostanti erano ricoperte da famosi vigneti. Lo scrittore greco antico Pausania disse che in cima alla montagna era presente un altare dedicato a Zeus Semaleos ("colui che consegna dei presagi"), così come una statua di Zeus Parnazio ("del Parnete"); inoltre, vi era un altro altare dedicato ai sacrifici per Zeus, a volte chiamato Ombrios ("piovoso", chiamato Giove Pluvio dai latini) oppure Apemios ("allontanatore di malattie"). Sulle pendici occidentali della montagna, ad un'altitudine di 750 m, vi è la grotta di Pan, luogo di culto nell'antichità. Teofrasto, nell'opera Dei segni del tempo (Περί σημείων), considerato il primo libro di meteorologia per la previsione del tempo in Europa, spiega che uno dei segni premonitori di una tempesta è quanto la cima del monte Parnete si trova sotto le nuvole e il vento proviene da nord. Strabone racconta che tre volte all'anno, quando bisognava effettuare la pitaide (pellegrinaggio per andare ad interrogare l'oracolo di Delfi), bisognava osservare per tre giorni e tre notti il cielo sopra la cima del Carro (Harma): se fossero stati avvistati dei lampi, sarebbe stato un buon auspicio per poter iniziare il pellegrinaggio.
Altro importante monumento storico è il monastero bizantino di Kleiston risalente al XIII secolo, menzionato da papa Innocenzo IV nel 1209 con il nome di Monastero di Kyras. A sud-est del Parnete, in una fitta foresta, è altresì presente il palazzo di Tatoi, residenza ottocentesca della famiglia reale greca.
Con il decreto reale n. 644, pubblicato nella Gazzetta del governo del 13 settembre 1961, è stato istituito il Parco nazionale del Parnete.
A partire dagli anni 1950 sono stati installate sulla montagna numerose antenne e ripetitori radio-televisivi, mentre negli anni 1970 venne realizzato un casinò, collegato con una funivia, molto popolare e utilizzata per le gite familiari da parte degli ateniesi. Nel 2006 la funivia è stata riammodernata.
Il fitto bosco delle montagne è stato in gran parte distrutto da un grandissimo incendio boschivo alla fine del giugno 2007.

## Geologia
La geologia del Parnete è costituita principalmente da rocce sedimentarie di calcare dolomitico, scisto e flysch, formatesi circa 570 milioni di anni fa. Lo scisto è generalmente presente nelle gole e nelle valli della montagna e nei calcari sulle sue cime.
Il predominio del calcare, che è permeabile all'acqua, in combinazione con l'intenso rilievo della montagna ha portato alla creazione di molte grotte, di cui la più importante di quella di Panos nella gola di Kedadona, così come spiagge come Keramidou, Tamilthiou, Goura nel versante occidentale, Dhekelia in quello orientale e altre.

## Morfologia
Il Parnete, scarsamente popolato, si estende per circa 40 km in direzione est-ovest e per un massimo di 20 km in direzione nord-sud, con una superficie totale di circa 250–300 km². Ci sono in totale 16 vette con oltre 1000 m e 43 oltre i 700 m di altezza. Il picco più alto è il Karambòla (Καραμπόλα) o Karavòla (Καραβόλα) con un'altezza di 1413 m. Le altre cime che superano i 1000 m sono: Ornio (Όρνιο; 1350 m), Kakì Ràchi (Κακή Ράχη; 1260 m), Avgo (Αβγό; 1201 m), Platovouni (Πλατοβούνι; 1160 m), Kyrà (Κυρά; 1201 m), Lagòs (Λαγός; 1160 m), Flabouri (Φλαμπούρι; 1158 m), Aéras (Αέρας; 1126 m), Xerovouni (Ξεροβούνι; 1121 m), Chòros (Χόρος; 1096 m), Mavrovouni (Μαυροβούνι; 1091 m), il Koumaròrachi (Κουμαρόραχη; 1082 m), Flambouraki (Φλαμπουράκι; 1074 m), Kapsàla (Καψάλα; 1044 m) e Déndra (Δένδρα; 1009 m).
Il torrente più importante è il Gouras (Γκούρας), chiamato anche Yiannoulas (Γιαννούλας): sorge a circa 3 km ad ovest della vetta del Karabola a 900 m s.l.m. e scorre per 10 km attraverso le montagne da nord a sud e poi, dopo circa 20 km, sfocia ad Aspropyrgos nella baia di Eleusi. Sotto il monastero di Kliston, il torrente attraversa la gola di Kelàdona (Κελάδωνα). Gran parte dei torrenti montani settentrionali scorre verso l'Asopos.

## Ecologia
Le foreste di pini d'Aleppo ricoprono tutte le fasce di versante al di sotto dei 1000 m di altitudine e sono spesso minacciate da incendi boschivi, come avvenuto nel 2005 e 2007. Oltre i 1000 m di altitudine, i terreni sono ricoperti principalmente da foreste di abete greco, erbe e arbusti; al di sotto dei 300 m di altitudine si trovano terreni agricoli e, nel versante orientale, abitazioni suburbane dio Atene.
Sono state censite sulla montagna circa 1 000 specie di piante, tra cui crochi e tulipani. Il territorio costituisce un habitat naturale per il cervo (Cervus elaphus), già citati in tempi antichi.
Dopo il grande incendio del 2007, è andata distrutta un'area di circa 56 km² in cui è andato perso l'80% del patrimonio boschivo.
Diverse grandi miniere si trovano nel versante nord-ovest.